# Metarbela iridescens
Metarbela iridescens is een vlinder uit de familie van de houtboorders (Cossidae). De wetenschappelijke naam van de soort is voor het eerst geldig gepubliceerd in 1925 door Janse.